# Mojmír Ier

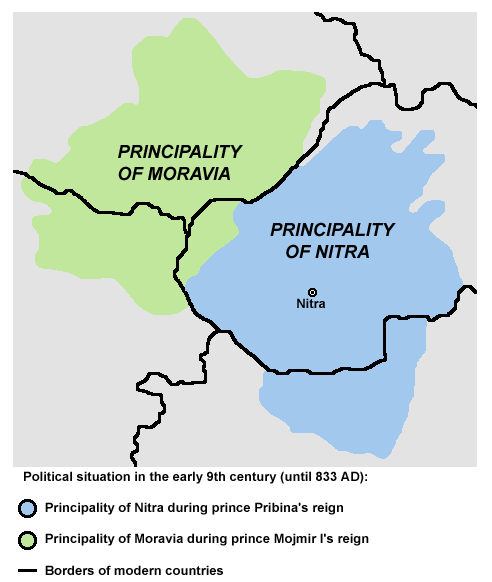

Mojmír Ier est le premier souverain de Grande-Moravie qui soit historiquement connu, fondateur de la dynastie des Mojmírides. La date de sa naissance est incertaine. Il est probablement décédé en 846. Ratislav lui succède.

## Contexte
Devenu prince de Moravie vers 830, Mojmír s’oppose à un prince slovaque de Nitra, Pribina, qui était favorable aux Francs ; il le chasse de sa capitale et annexe son domaine, créant le royaume de Grande-Moravie (833), nommée ainsi par l’empereur Constantin VII Porphyrogénète dans sa De administrando Imperio. La traduction la plus exacte est « Moravie la plus éloignée », pour la distinguer de la région de Morava, en Serbie.

## Source
- (en) Nora Berend, Przemyslaw Urbanczyk et Przemislaw Wiszewski, Central Europa in the High Middle Ages. Bohemia -Hungary and Poland c.900-c.1300, Cambridge, Cambridge University Press, 2013, 546 p. (ISBN 978-0-521-78695-9), p. 56,58-59